# The Docks of New York
The Docks of New York (bra: Docas de Nova York) é um filme mudo de drama romântico estadunidense de 1928 dirigido por Josef von Sternberg. O roteiro de Jules Furthman adapta a história The Dock Walloper de John Monk Saunders. Em 1999, o filme foi declarado "cultura, histórica ou esteticamente importante" pela Biblioteca do Congresso e selecionado para preservação pelo National Film Registry.

## Elenco
- George Bancroft...Bill Roberts, o foguista
- Betty Compson...Mae
- Olga Baclanova...Lou, esposa de Andy
- Clyde Cook..."Sugar" Steve (amigo de Bill)
- Mitchell Lewis...Andy (terceiro engenheiro)
- Gustav von Seyffertitz..."Hymn Book" Harry

## Sinopse
O tremendamente forte foguista de navio Bill recebe um dia de folga junto com o resto da tripulação de um navio a vapor e vai até a um bar (pub) nas docas de Nova Iorque. No caminho ele avista Mae se afogando e pula na água para salvá-la. Depois que a moça se restabelece, ela conta que tentara o suicídio por estar sem dinheiro. Bill se embriaga e resolve se casar com Mae, chamando um pastor para realizar a cerimônia. Todos desconfiam que ele partirá com o navio no dia seguinte por não ter ido atrás da licença de casamento, mas mesmo assim o matrimônio é realizado.

## Recepção
The New York Times deu a The Docks of New York uma resenha positiva, porém, ressalvaram algumas falhas menores e o final absurdo.